# ماثيو سايكس
ماثيو سايكس (بالإنجليزية: Matthew Sykes)‏ هو عسكري بريطاني، ولد في 1955.